# 深棕羊舌鮃
深棕羊舌鮃為輻鰭魚綱鰈形目鰈亞目鮃科的其中一種，分布於中西太平洋菲律賓呂宋島東部海域，棲息深度267-292公尺，體長可達18.3公分，棲息在底層水域，以底棲生物為食，生活習性不明。

## 扩展阅读
維基物種上的相關：深棕羊舌鮃